# Jesús Basiano Martínez
Jesús Basiano Martínez Pérez (Murchante, 9 de diciembre de 1889 - Pamplona, 23 de marzo de 1966), o simplemente Jesús Basiano, sus dos nombres de pila, con los que habitualmente se le conoce, fue un pintor paisajista español y polifacético, con inclinación al canto. Forma parte de la primera generación de pintores contemporáneos de Navarra está compuesta por un selecto y reducido número de figuras; en ella podemos incluir los nombres, nacidos en el último tercio del siglo XIX, de Inocencio García Asarta, Andrés Larraga, Nicolás Esparza, Lorenzo Aguirre, Enrique Zubiri Gortari o de Javier Ciga Echandi.
Es padre de los también pintores Javier Basiano Goizueta y Jaime Basiano Goizueta.

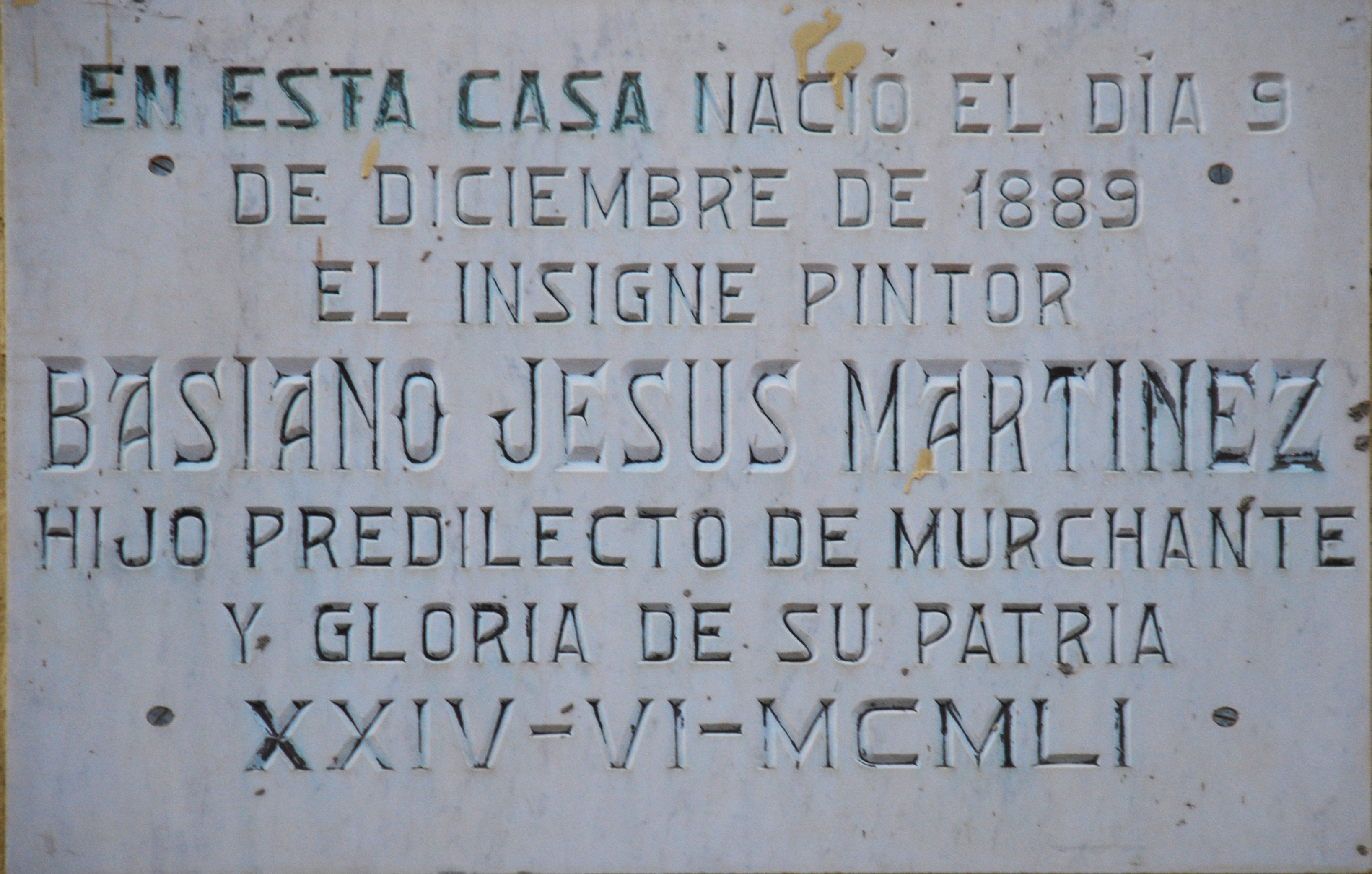
Placa conmemorativa

## Biografía
Aunque no hay constancia de que inicara allí su vocación ni formación en la que sería su faceta principal, la pintura, si contaba el autor años después la impresión causada por el paisaje de su tierra natal en el desarrollo posterior de su obra:

«De chico, en un alto al que solía ir, me extasiaba contemplando los cielos de la caída de la tarde, la luz de detrás de los montes lejanos, y a veces horizontes trágicos de buitres merodeando...»

Jesús Basiano

En 1900 su familia se traslada desde el pueblo navarro de Murchante, en el que había nacido, a Bilbao. Estudia con los Padres Escolapios y en el Colegio "Cardenal Cisneros".
Dada su afición por la pintura y el dibujo, y gracias a la influencia del escultor Quintín de Torre, le envían muy pronto, en 1907, a la Escuela de Artes y Oficios de Bilbao. La temprana muerte de su padre y las dificultades económicas por las que atraviesa la familia hacen que tenga que dedicarse a trabajos de talante creativo: ayudante de arquitecto, escenógrafo. Hacia 1908 conoce a Darío de Regoyos, que llega a comprarle un cuadro por 80 pesetas y del cual recibirá bastante influencia.
En 1910, tras exponer un cuadro en un escaparate de Bilbao, un paisaje de la zona de Berna (barrio de Amorebieta-Echano), le supuso una ayuda de cinco mil pesetas de la Diputación de Vizcaya que procedió a retirarsela cuando averiguaron que el pintor no era vizcaíno sino navarro lo cual, dadas las precarias circunstancias que entonces le complicaba la vida, lo recordaría con amargura durante toda su vida.
En 1912 celebra su primera exposición individual en Pamplona, demostrando grandes dotes para la pintura que le suponen la concesión, gracias a los informes favorables de Javier Ciga, Alfonso Gaztelu y Elío y Enrique Zubiri, de una beca de la Diputación Foral de Navarra, para ir a estudiar a Madrid en la Academia de Bellas Artes de San Fernando. Allí será discípulo de José Garnelo, Eduardo Chicharro, Antonio Muñoz Degrain y Cecilio Pla, asiduo visitante del Museo del Prado y donde se fragua su gusto prioritario por el paisaje y sus cualidades excepcionales en el tratamiento del color y la luz. 
Tras este período, en 1915 la Diputación vuelve a concederle una nueva pensión, esta vez para ir a Roma. 
En 1916, de regreso a España, realiza una exposición individual en San Sebastián y también pasa algún tiempo pintando por tierras de Castilla y comienza a participar en varias exposiciones, algunas de ellas nacionales. 
Hacia 1917, además de participar en la Exposición Nacional de Bellas Artes, establece su residencia en Durango (Vizcaya). Entra en contacto con pintores como Gustavo de Maeztu, Aurelio Arteta, Pablo Uranga, manteniendo una estrecha relación con otros pintores vascos también importantes de esa época. Se sentirá muy influido por todos ellos, además de exponer en los salones de la Asociación de Artistas Vascos de Bilbao y en muchas de sus numerosas muestras colectivas.
En 1925 se traslada definitivamente a Pamplona. Abrió un estudio en una de las dependencias de la Catedral de Pamplona donde realizó su mayor producción artística, centrada en el paisaje pamplonés fundamentalmente (las orillas del Arga, el Puente de San Pedro, la Catedral, el Redín, las Torres de San Cernin, vistas de la ciudad, etc.) y otros terrenos como Tafalla, Estella, Burguete o el Roncal, lo que le llevó, según escritores como José Javier Uranga, Ollara, o José María Iribarren, a merecer el sobrenombre de “Pintor de Navarra”. Calificación que no debe hacer olvidar la amplitud de paisajes también por él pintados de otros sitios como el País Vasco, Aragón o Castilla.
En 1929, gracias a su magnífico timbre de voz, participó, como integrante del Orfeón Pamplonés, en un concierto en el Teatro Real de Madrid.
Es el año en el que presenta por primera vez obra individualmente en Madrid, siendo muy bien acogida por la crítica. 
En 1940 empieza con su matrimonio con la estellesa Rosario García Goizueta. De este matrimonio nacerán en Pamplona dos hijos, Jaime (16 de febrero de 1943) y Javier (17 de abril de 1946), también pintores.
Los años 50 alcanza mucho auge su popularidad en Navarra. Así, su pueblo natal, Murchante, le rinde en junio de 1951 un popular homenaje, incluyendo su nombramiento como hijo predilecto y una placa conmemorativa en su casa natal. En 1952 se inicia una época de cercana relación con René Petit, durante las obras de construcción del embalse de Yesa. En este entorno se reunirá con un grupo de amigos, realizará varios cuadros e incluso un fresco en la parroquia nueva de Yesa basado en la leyenda de San Virila. Se sucederán las giras y exposiciones por medio mundo (La Habana, Madrid, San Sebastián, Vitoria, etc) realizando varias en Pamplona siendo la de 1965 especialmente antológica.
Pocos meses después de esta exposición, el 23 de marzo, fallecía en su domicilio del barrio de San Juan. Siendo un personaje querido en Navarra, causó consternación su pérdida y no tardó mucho tiempo el ayuntamiento de Pamplona en dedicarle una calle (pleno del 27 de noviembre de 1970).

## Premios y reconocimientos
Realizó un total de 67 exposiciones, de las cuales 29 fueron individuales.
- 1913 - Medalla primer premio de paisaje de San Fernando y diploma.[5]
- id - Cuatro Diplomas en la misma escuela de "Primera Clase" y Premio.
- 1914 - Primer premio de Dibujo y primero de Paisaje de San Fernando, con dos premios en metálico y otros dos Diplomas "Primera Clase".
- 1924 - "Socio de Mérito en el Salón de Otoño" de Madrid.
- 1925 - Exposición en el Salón Nancy de Madrid.
- 1928 - Primero del Certamen Artístico del Ayuntamiento de Pamplona por su cuadro "Altos Hornos de Bilbao".
- 1943 - Tercera medalla de la Exposición Nacional de Bellas Artes de Madrid, por el cuadro "Torres de San Cernin"
- id -  Primer premio del Ayuntamiento de Pamplona por el cuadro "Arga por la Rochapea".
- 1951 - Exposiciones en San Sebastián y Pamplona.
- 1954 - II Bienal Hispanoamericana en La Habana.
- 1955 - Exposición en el Salón Toisón de Madrid. En Vitoria y en diciembre, de nuevo, en Pamplona en la nueva sala de exposicones de la Caja de Ahorros Municipal de Pamplona (CAMP).
- 1965 - Exposición antológica de la CAMP.
- 1970. El Ayuntamiento de Pamplona acuerda, en Pleno del 27 de noviembre, dar el nombre “Pintor Basiano” a una calle de la ciudad.
- 2016 - Exposición retrospectiva en la Ciudadela de Pamplona.[9] Murchante inicia su "Año Basiano".[15]

## Obras
El estilo de Basiano debe mucho a la experiencia impresionista de Regoyos. Su pintura evolucionó desde el divisionismo con que captaba las finezas atmosféricas iniciales, al postimpresionismo final, donde la materia cromática construye y se expresa a lo Utrillo. Evolución que en Basiano fue esencialmente temperamental, pues era capaz de finezas y brusquedades. Realista y honrado ante el modelo que sabe reflejar con una mezcla de intuición y sentimiento. Un expresivo sentido del color caracteriza su obra, con pigmentos ricos, fuertes y atrevidos, de amarillos, rojos y verdes. Tenía una capacidad para advertir y modular la luz según el transcurso del tiempo, y finalmente un sentido para elegir el motivo y tratarlo en el espacio.
A pesar de ser un pintor de calidad y su obra muy valorada, no tuvo un gran reconocimiento debido en gran parte a que se mantuvo lejos de los circuitos artísticos y comerciales. Su obra está marcada por una natural facilidad para el paisaje y el color, fruto de su gran amor por la naturaleza y el gusto por la pintura al aire libre.
Abre una senda que será frecuentada con posterioridad por pintores como Miguel Pérez Torres así como con otros autores  José María Monguilot, Antonio Loperena Eseverri o César Muñoz Sola.
- Arga por la Rochapea, 1928;
- Olazagutía (vista fábrica), 1931;
- La mejana, 1938;
- La Capitanía, 1945;
- Plaza del Castillo con nieve, 1954;
- Puente en Sorauren, 1966.